# Derek Parfit
Derek Antony Parfit FBA (11. prosince 1942 Čcheng-tu – 1. ledna 2017 Islington) byl britský filozof, který se specializoval na osobní identitu, racionalitu a etiku. Je považován za jednoho z nejdůležitějších a nejvlivnějších morálních filozofů konce 20. a počátku 21. století.
Parfit se dostal na výsluní v roce 1971 publikací své první práce, „Personal Identity“. Jeho první kniha, Důvody a osoby (1984), byla popisována jako nejvýznamnější dílo morální filozofie od 19. století. O jeho druhé knize, On What Matters  (2011), se diskutovalo již mnoho let před jejím vydáním.
Po celou akademickou kariéru působil Parfit na Oxfordské univerzitě, kde byl v době své smrti emeritním Senior Research Fellow na All Souls College. Byl také hostujícím profesorem filozofie na Harvard University, New York University a Rutgers University. V roce 2014 mu byla udělena cena Rolfa Schocka „za průlomové příspěvky týkající se osobní identity, úctu k budoucím generacím a analýzu struktury morálních teorií”.

## Život
Parfit se narodil v roce 1942 v Číně jako syn Jessie (rozené Browne) a Normana Parfitových, lékařů, kteří se přestěhovali do západní Číny, aby vyučovali preventivní medicínu v misionářských nemocnicích. Rodina se vrátila do Spojeného království asi rok poté, co se Parfit narodil, a usadili se v Oxfordu. Parfit absolvoval Eton College, kde byl téměř vždy na vrcholu pravidelného žebříčku ve všech předmětech kromě matematiky. Od raného věku se snažil stát se básníkem, ale ke konci dospívání se poezie vzdal.
Poté studoval moderní historii na Balliol College v Oxfordu, kterou absolvoval v roce 1964. V letech 1965–66 studoval v rámci programu Harkness Fellowship na Kolumbijské univerzitě a Harvardově univerzitě. Během stipendia opustil historická studia a dal přednost filozofii.
Poté se vrátil do Oxfordu a stal se členem All Souls College, kde zůstal až do svých 67 let. Tehdejší univerzitní politika povinného odchodu do důchodu vyžadovala, aby opustil vysokou školu i filozofickou fakultu. Své jmenování řádným hostujícím profesorem na Harvardově univerzitě, Newyorské univerzitě a Rutgers University si udržel až do své smrti.

## Vybraná díla
- 1964: Eton Microcosm. Edited by Anthony Cheetham and Derek Parfit. London: Sidgwick & Jackson.
- 1971: "Personal Identity". Philosophical Review. vol. 80: 3–27
- 1979: "Is Common-Sense Morality Self-Defeating?". The Journal of Philosophy, vol. 76, pp. 533–545
- 1984: Reasons and Persons. Oxford: Clarendon Press
- 1992: "Against the social discount rate" (with Tyler Cowen), in Peter Laslett & James S. Fishkin (eds.) Justice between age groups and generations, New Haven: Yale University Press, pp. 144–161.
- 1997: "Reasons and Motivation". The Aristotelian Soc. Supp., vol. 77: 99–130
- 2003: Justifiability to each person. Blackwell Publishing Ltd.
- 2006: "Normativity", in Russ Shafer-Landau (ed.). Oxford Studies in Metaethics, vol. I. Oxford: Clarendon Press.
- 2011: On What Matters, vols. 1 and 2. Oxford University Press.
- 2017: On What Matters, vol. 3. Oxford University Press.